# Awsard
Awsard (arabiska: أوسرد; spanska: Auserd; franska: Aousserd) är en ort i den av Marocko kontrollerade delen av det omstridda området Västsahara.
Enligt Marockos administrativa indelning tillhör orten en landskommun med samma namn i en provins som även den heter Awsard. Denna kommun hade 5 822 invånare enligt Marockos folkräkning 2014.